# Pararge albescens
Pararge albescens är en fjärilsart som beskrevs av Charles Oberthür 1915. Pararge albescens ingår i släktet Pararge och familjen praktfjärilar. Inga underarter finns listade i Catalogue of Life.